# Skeeter Davis
Pour les articles homonymes, voir Davis.
Mary Frances Penick (30 décembre 1931 – 19 septembre 2004), mieux connue sous le nom Skeeter Davis, est une chanteuse de musique country américaine. Elle a commencé sa carrière avec ses sœurs dans le groupe The Davis Sisters. Son plus grand succès fut la chanson The End of the World en 1963,.
Elle est l'une des premières femmes à atteindre une célébrité majeure dans le domaine de la musique country.
Elle a une influence reconnue sur Tammy Wynette et Dolly Parton et a été saluée par le critique de musique du New York Times Robert Palmer.

## Discographie
Elle a publié de nombreux albums,, dont :
- 1960 : I'll Sing You a Song and Harmonize, Too, RCA
- 1960 : Here's the Answer : RCA
- 1962 : Sing Duets : RCA Victor
- 1963 : Cloudy, With Occasional Tears : RCA
- 1963 : The End of the World : RCA
- 1964 : I Forgot More Than You'll Ever Know : Camden
- 1964 : Let Me Get Close to You : City Hall / Playback / Playback Records / RCA
- 1965 : Blueberry Hill : Camden
- 1965 : Skeeter Sings Standards : RCA
- 1965 : Written by the Stars : RCA
- 1966 : My Heart's in the Country : RCA
- 1966 : Singin' in the Summer Sun : RCA Victor
- 1967 : Hand in Hand With Jesus : RCA Victor / Sony Music
- 1967 : Skeeter Davis Sings Buddy Holly : RCA Victor / Sony Music
- 1968 : I Love Flatt & Scruggs : RCA
- 1968 : Why So Lonely? : RCA
- 1968 : What Does It Take (To Keep a Man Like You Satisfied) : Legacy / RCA / RCA Victor
- 1969 : Mary Frances : RCA Victor
- 1969 : Closest Thing To Love : RCA
- 1970 : Easy to Love : Camden
- 1970 : It's Hard to Be a Woman : RCA Victor
- 1970 : Place in the Country : RCA Victor
- 1971 : Foggy Mountain Top : Camden
- 1971 : Love Takes a Lot of My Time : RCA
- 1971 : Skeeter Sings Dolly : RCA
- 1971 : Skeeter Skeeter Skeeter : RCA Victor
- 1972 : Bring It On Home : RCA Victor
- 1972 : The Hillbilly Singer : RCA
- 1973 : I Can't Believe That It's All Over : RCA Victor
- 1974 : He Wakes Me with a Kiss : Camden
- 1975 : Versatile : RCA
- 1984 : Heart Strings : Tudor Records
- 1984 : Live Wire : 51 West
- 1985 : She Sings, They Play : Rounder
- 1990 : You Were Made for Me : Rocade Records
- 1994 : Stars 3 : Hollywood